# Аморейская династия
Аморейская (Аморийская) династия или Фригийская династия состояла из трёх императоров, правивших Византийской империей с 820 по 867 годы. Название династии связано с её происхождением из города Амория. Весьма вероятно, что сменившая её Македонская династия является её побочной ветвью.

## Представители династии
| Имя | Имя                                                        | Правление                       | Комментарий |
| --- | ---------------------------------------------------------- | ------------------------------- | --- |
|     | Михаил II Травл (Μιχαήλ Β΄ ο Τραυλός/Ψελλός, ο εξ Αμορίου) | 25 декабря 820 — 2 октября 829  | Родился в 770 году, военный. Был другом императора Льва V, благодаря которому достиг высоких постов, но потом принял участие в заговоре с целью его убийства. Разгромил восстание Фомы Славянина, но не смог предотвратить захват Крита арабами и исламское завоевание Сицилии. Возобновил иконоборчество. |
|     | Феофил (Θεόφιλος)                                          | 2 октября 829 — 20 января 842   | Единственный сын Михаила II, родился в 813 году. С 821 года был соправителем, после смерти отца унаследовал трон. |
|     | Михаил III (Μιχαήλ Γ΄ ο Μέθυσος)                           | 20 января 842 — 23 сентября 867 | Родился 19 января 840, унаследовал трон после смерти отца — императора Феофила. До 856 года регентом страны была его мать Феодора, в 856—866 годах — его дядя Варда. Прекратил иконоборчество. Был убит Василием Македонянином.                                                                            |

## Генеалогия
```
Михаил II Травл
 (770-829) Византийский император с 829   

X 1)
Фёкла (ок.785-820/21)

X 2)
Евфросиния
 (790/92-после 836), дочь 
Константина VI Слепого

│
├─1>
Феофил
 (804/06-842)
[
2
]
 Византийский император с 829

│  X 
Феодора
 (805/808-после 867)

│  │ 
│  ├─>
Константин (822/26-831/32)
[
3
]
 

│  │
│  ├─>
Мария (822/26-838/39 до 842)
[
4
]

│  │  X 
Алексей Муселе (ок.816-842 или после) магистр, цезарь 838

│  │
│  ├─>
Фёкла (824/31-после 867)

│  │  X
(незак.)
Василий I
 (813-886), Византийский император с 867

│  │ 
│  ├─>
Анна (826/32-после 858)

│  │
│  ├─>
Анастасия (828/33-после 858) 

│  │
│  ├─>
Пульхерия (836-после 858)

│  │
│  ├─>
Михаил III
 (840-867), Византийский император с 842

│     X 1)
Евдокия Декаполитисса (838/42-после 867)

│     X 2)
(незак.) 
Евдокия Ингерина
 (ок.840-882), затем жена 
Василия I
[
1
]

│     │ 
│     ├─2>
? 
Константин
 (866-879), соправитель 
Василия I
 с 869

│     │ 
│     ├─2>
? 
Лев VI
 (867-912), Византийский император с 886

│  
├─1>
Елена (804/08-после 842)   

│  X 
Феофоб (ум.839/40)

│  
├─1>
? Варда  (умер ребёнком 804/21)

│  
├─2>
? Константин ? (822/25-до 829)
```